# 竹崎のカツラ

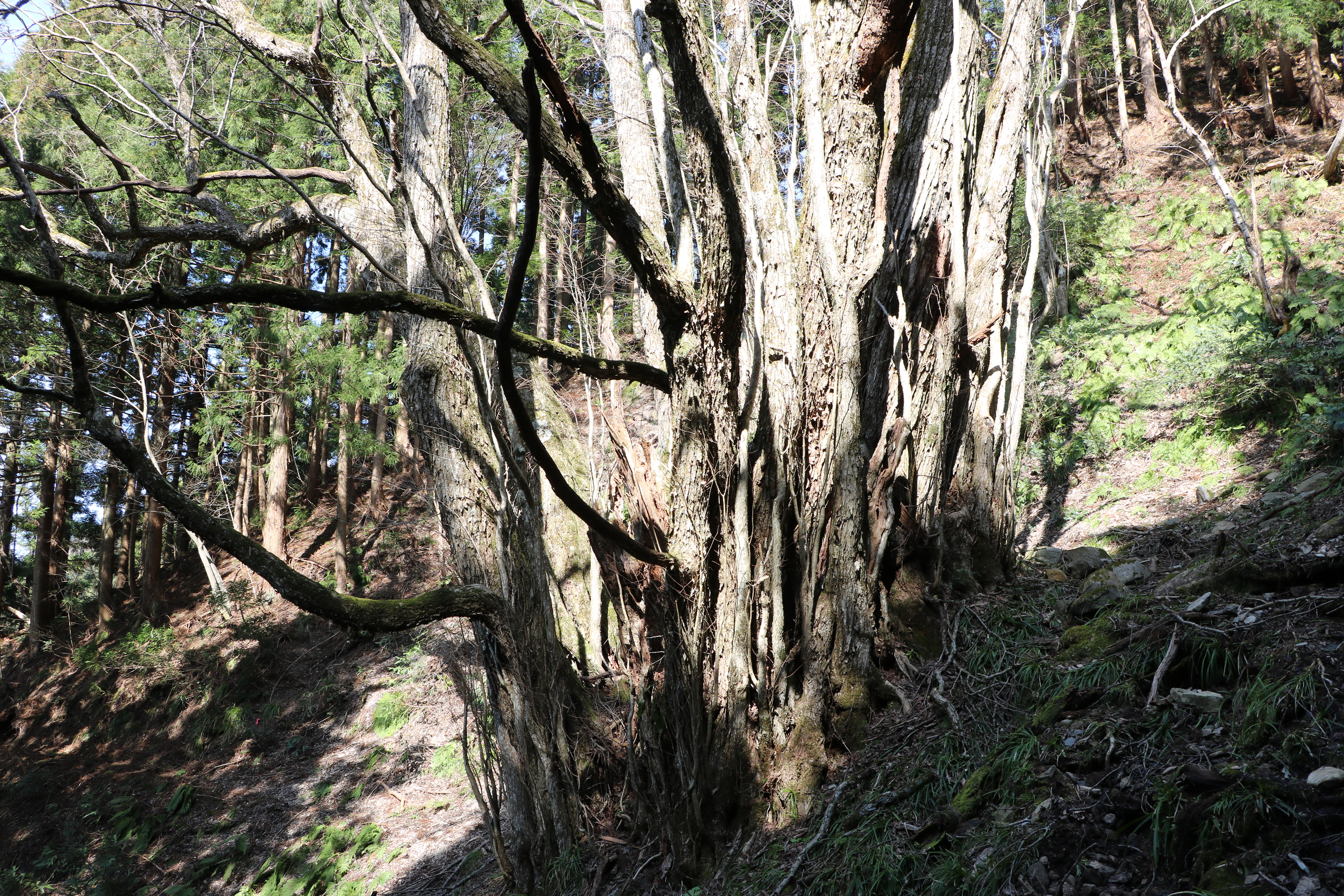
竹崎のカツラ。2021年3月26日撮影。

竹崎のカツラ（たけざきのカツラ）は、島根県仁多郡奥出雲町竹崎にある国の天然記念物に指定されたカツラの巨木である。指定名称は当地の大字から名づけられている。
古くから奥出雲地域で盛んに行われてきた、たたら製鉄の発祥起源にまつわる伝説により、当地方ではカツラの木を神木として崇めていた歴史があり、中でもこの竹崎のカツラは名木として大切に保護されてきた。樹齢は300年以上と推定され、1943年（昭和18年）8月24日に国の天然記念物に指定された。

## 解説

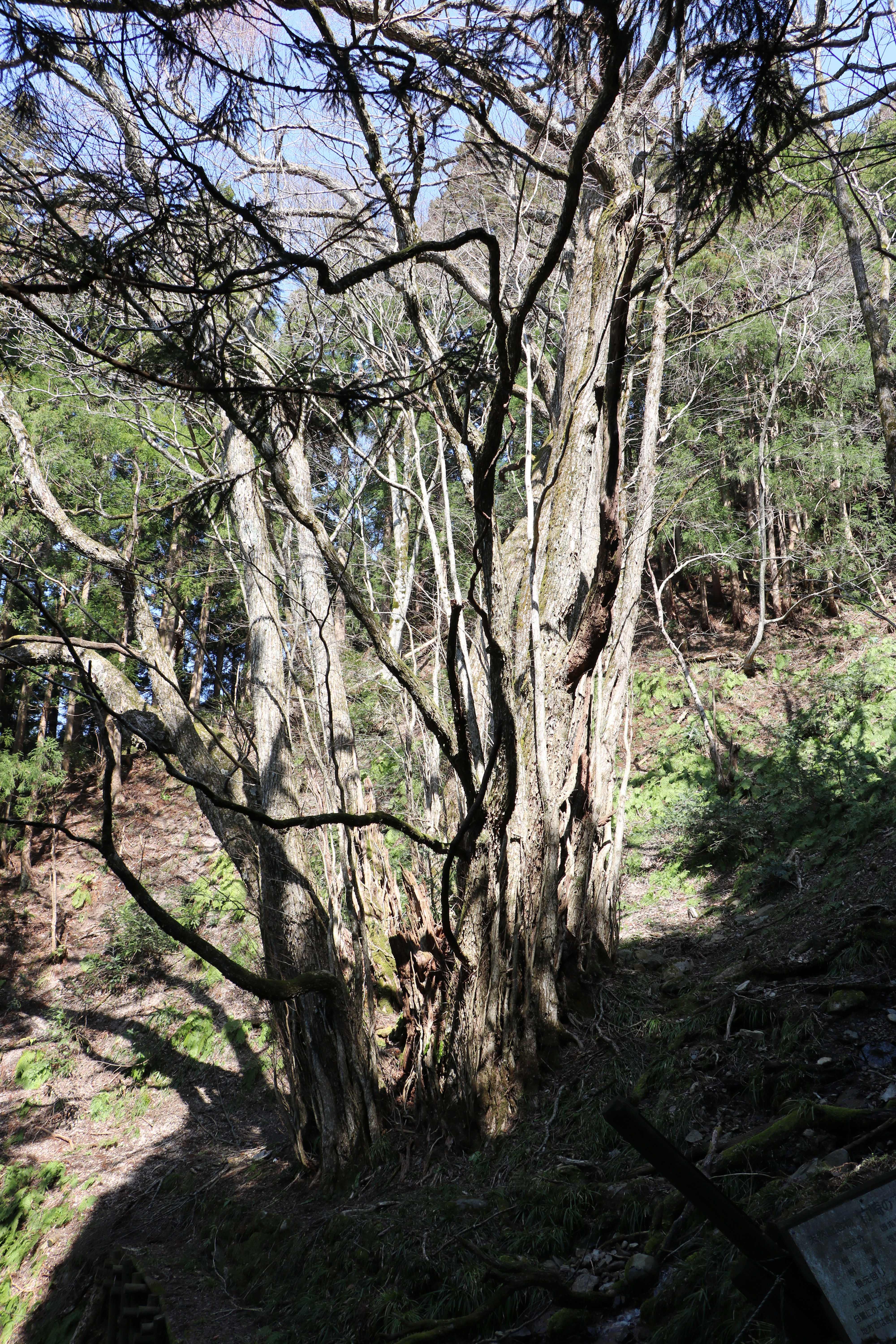
伸びた支幹とひこばえ。2021年3月26日撮影。

竹崎のカツラは島根県東南端に位置する奥出雲町（旧横田町）東部の竹崎地区にあるが、この場所は日本神話に登場する伝説の生物ヤマタノオロチが棲んでいたとされる鳥上滝の所在地で、ここ竹崎地区は1957年（昭和32年）まで仁多郡鳥上村であった。
天然記念物に指定されたカツラの巨木は斐伊川源流部右岸の、標高約650メートル付近に生育している。この場所は中国百名山のひとつである船通山から北北東に延びる島根県と鳥取県の県境尾根の西斜面山腹に位置しており、付近一帯は比婆道後帝釈国定公園に隣接した奥深い山中で、竹崎のカツラのすぐ東側には鳥取県南西端の日南町阿毘縁（あびれ）地区との県境がある。
竹崎のカツラは斐伊川の源流部に近い斐乃上温泉より、山道を20分ほど登った場所にあり、かつては独立した1本の大木であったと考えられているが、主幹はすでに朽ち果てて失われている。周囲を支幹やひこばえが多数取り巻いて林立しており、樹高は約35メートル、多数ある支幹やひこばえのうち、最大のものは周囲約3メートル、根元際の総周囲は16メートルを超える巨大な株をもっている。
言い伝えによれば、この地方にたたら吹きの技法をもたらした金屋子神が、白鷺に乗ってカツラの木に降り立ったという伝説から、奥出雲地方ではカツラの木を御神木として大切に保護され続けてきた歴史があり、新芽が赤色であることに因み、鉄の神が宿るとされたカツラの新芽が赤い色に染まるのに要する日数は、たたら製鉄の火入れに要する日数と同じ三日三晩だと言われている。
かつて奥出雲地方では製鉄の精錬のための火力として大量の木炭が必要であったため、周辺の山林の樹木の多くが伐採され炭に焼かれたが、このカツラの巨木だけは大切に守られ伐採されなかったという。国の天然記念物に指定される前年の1942年（昭和17年）9月14日に現地調査が行われた際も、竹崎のカツラ一帯の山林は当時の当地（仁多郡鳥上村）の村長であった堀江理之助が所有しており大切に保護されていた。
周辺には砂鉄を採取するための鉄穴流しの遺構が今日も多く残され、文化庁が認定した文化遺産保護制度である日本遺産『出雲國たたら風土記〜鉄づくり千年が生んだ物語〜』の構成文化財の1つに、竹崎のカツラは認定されている。

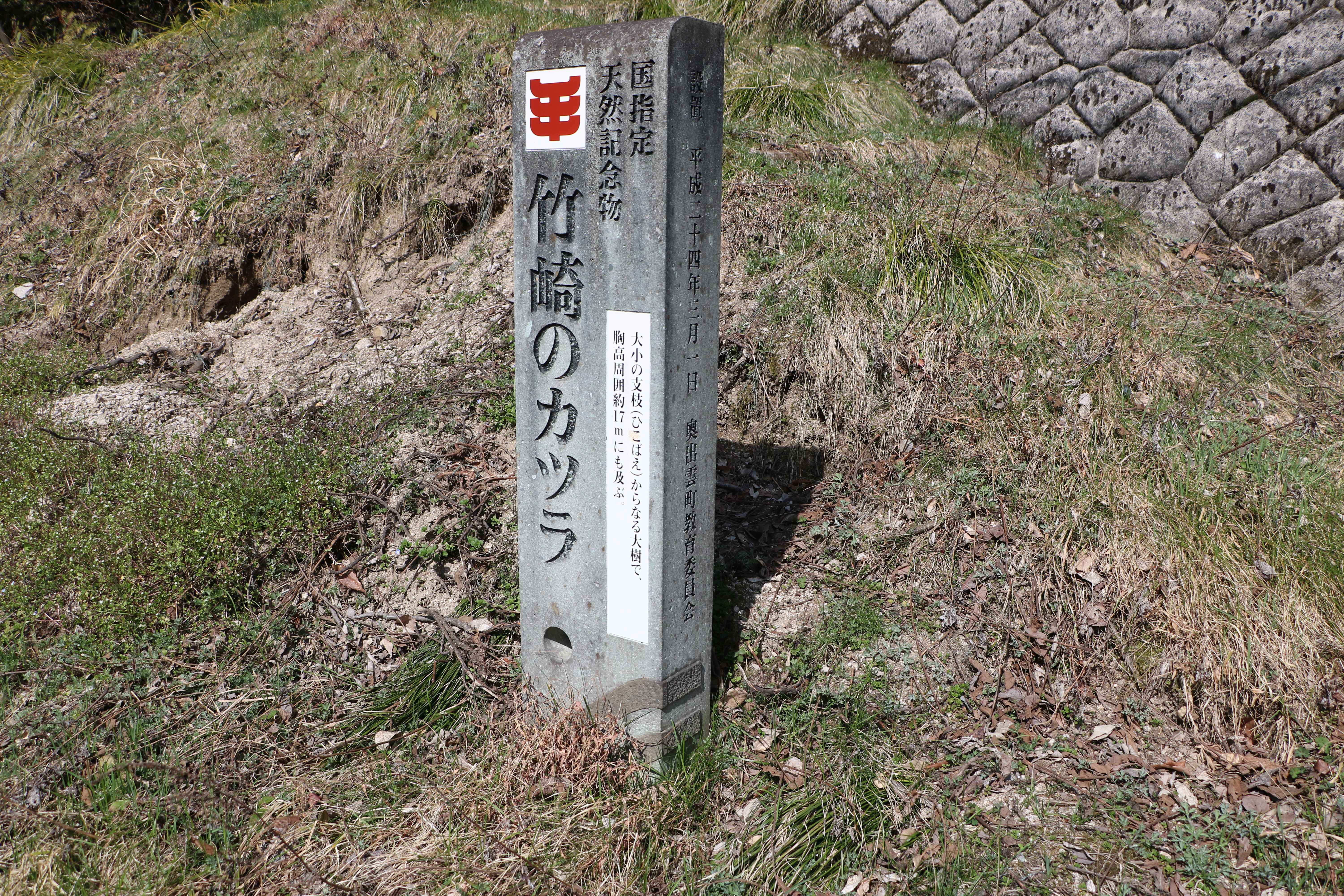
カツラの木へ続く歩道入り口に設置された碑。
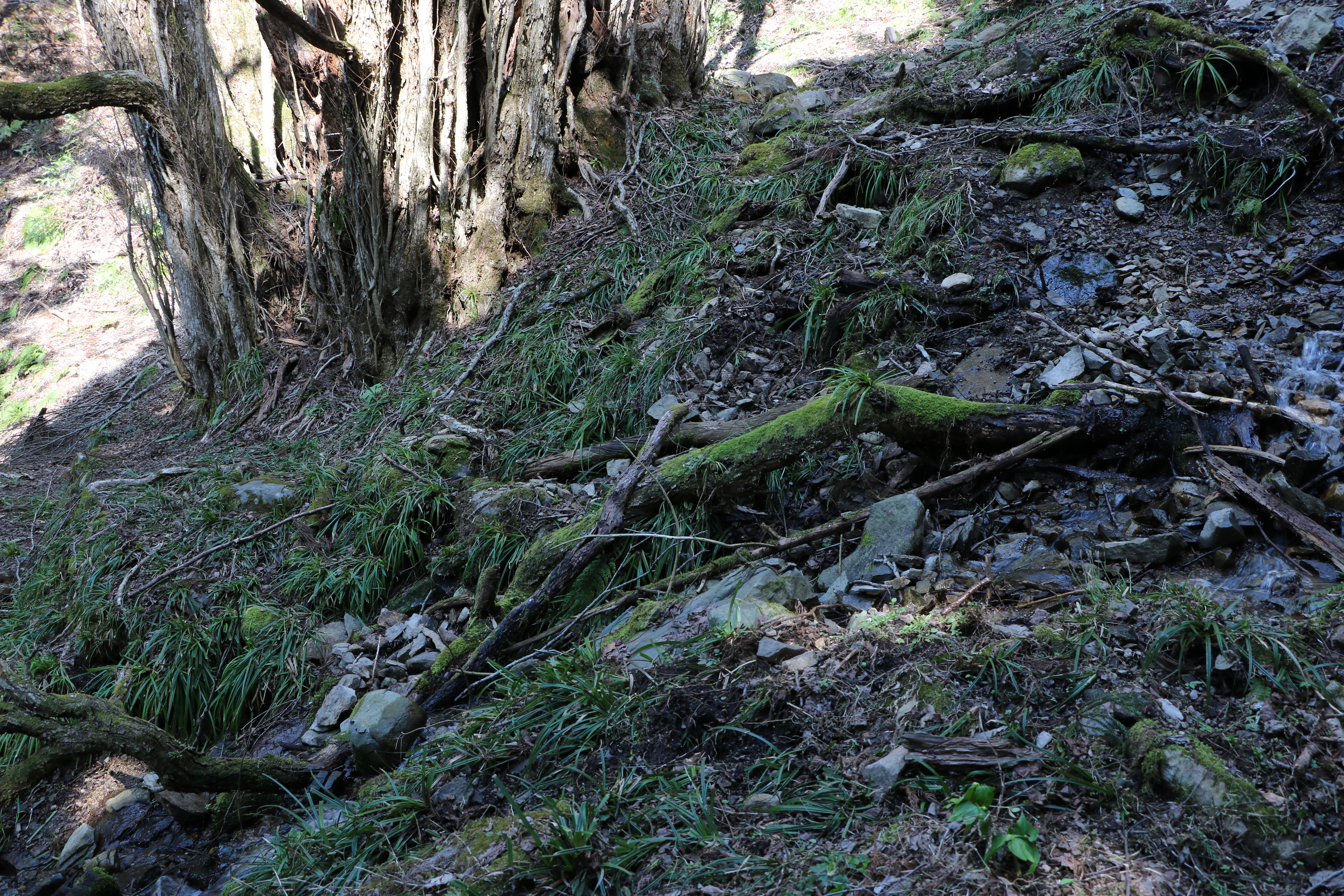
根元の周囲。手前に小さな流れがある。カツラは水分を好み、生育地はこのような直射日光の当たらない沢沿いや渓畔が多い[12]。
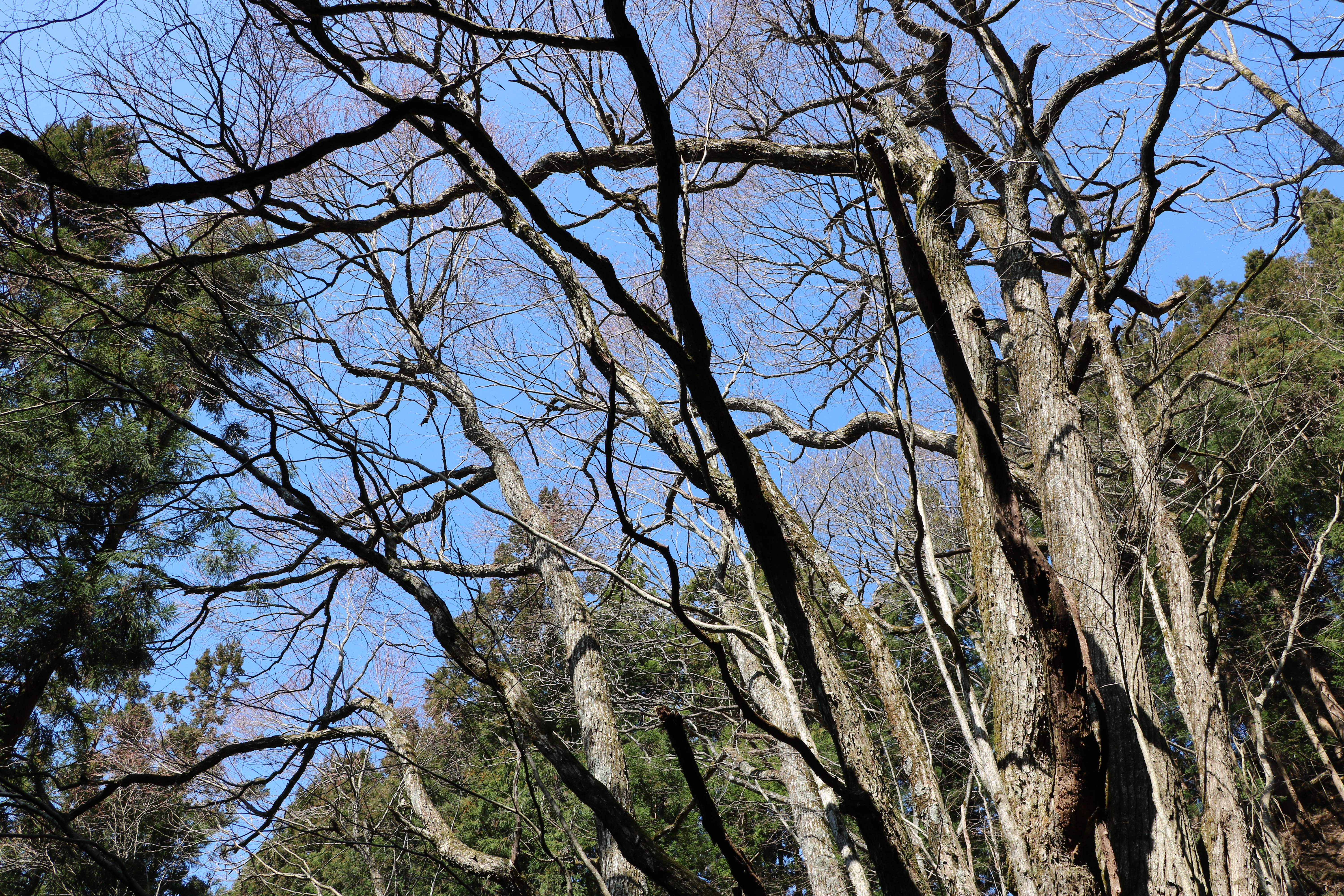
上部の梢。

## 交通アクセス
所在地
- 島根県仁多郡奥出雲町竹崎字大平下1863-3[5]。

交通
- JR木次線出雲横田駅より奥出雲交通鳥上線バス乗車、斐乃上温泉バス停下車徒歩約20分[8]。